# Tràng An
Complexo de Paisagens Tràng An é uma área próxima à Ninh Bình, Vietnam famosa por seus passeios de barco em cavernas.
O Complexo inclui as cidades de Hoa Lu, Tam Cốc-Bích Động, e o Templo Bai Dinh. Hoa Lu foi uma antiga capital do Vietnam, estabelecida entre os Séculos X e XI.

## Galeria

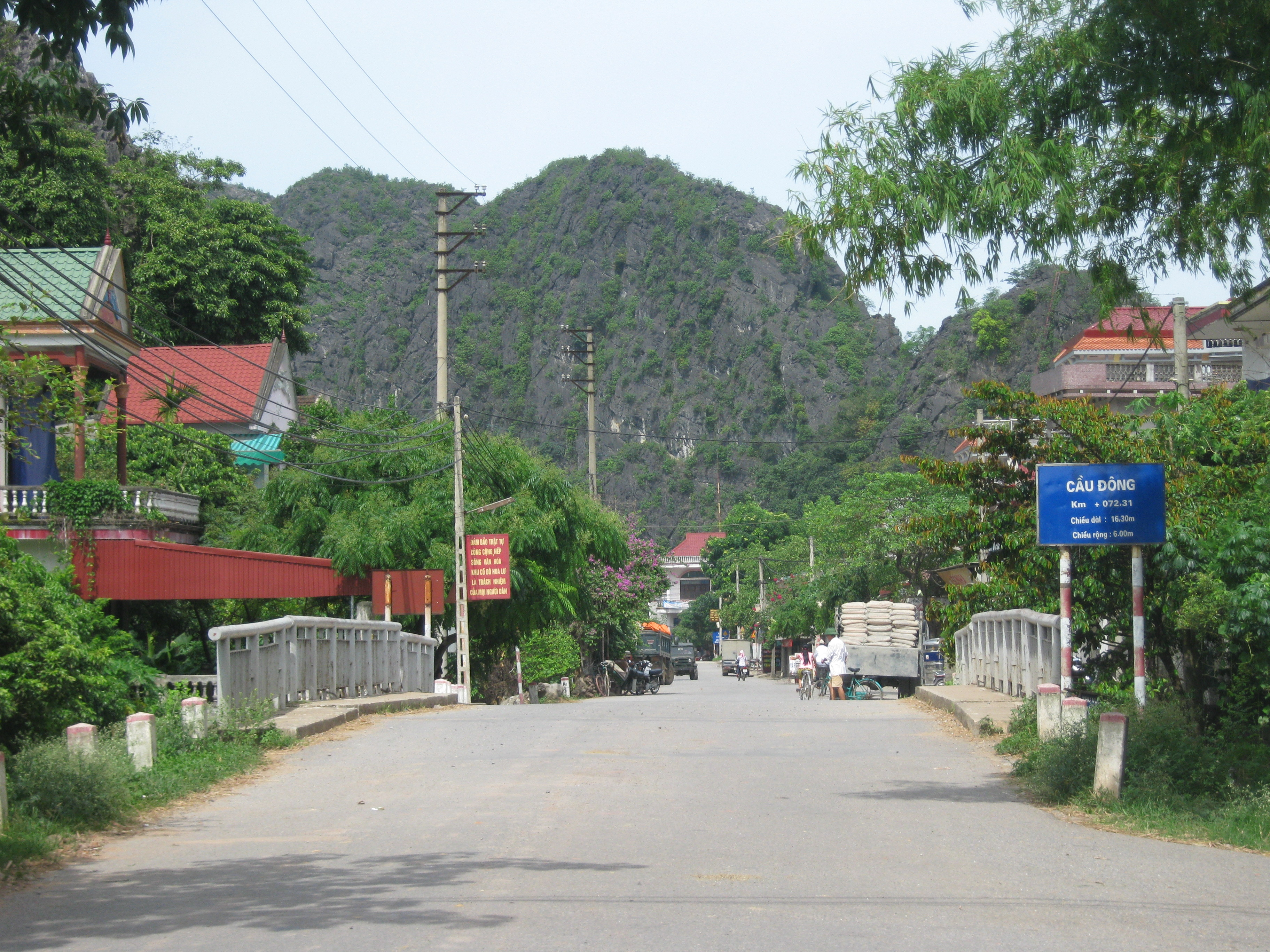
Ponte em Hoa Lư
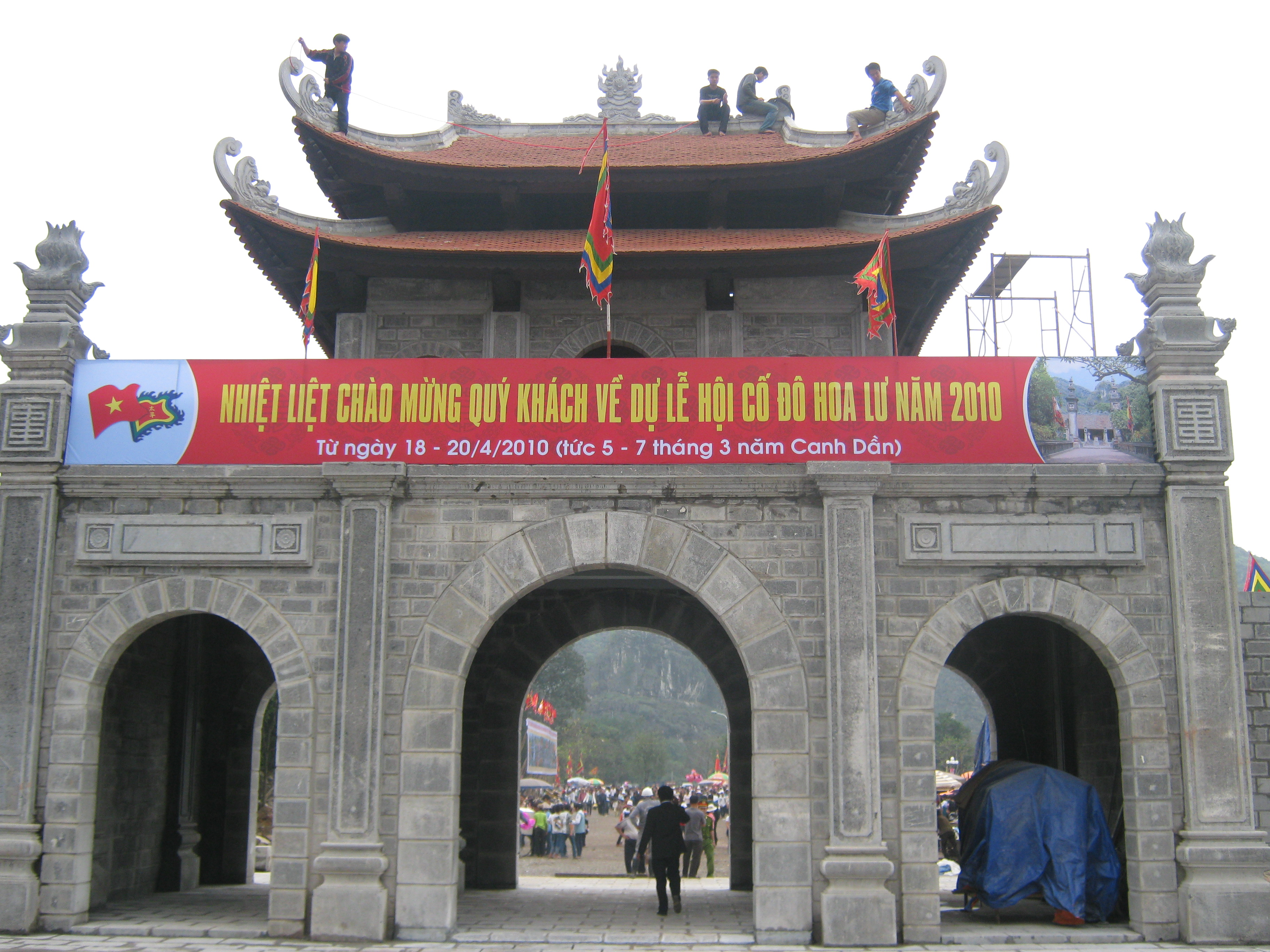
Portão para o Templo ao Rei Đinh Tiên Hoàng
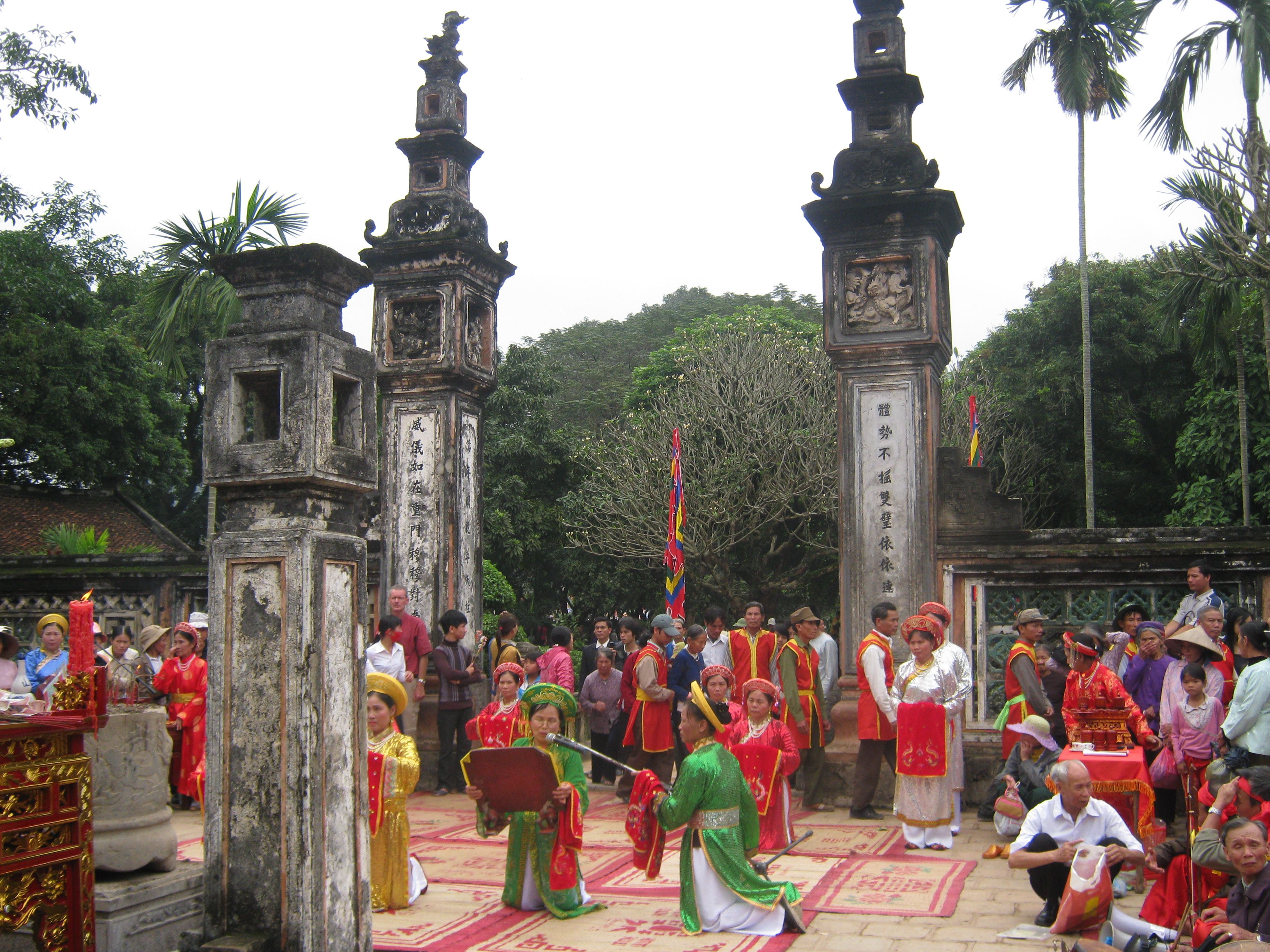
Antigo festival de Hoa Lư
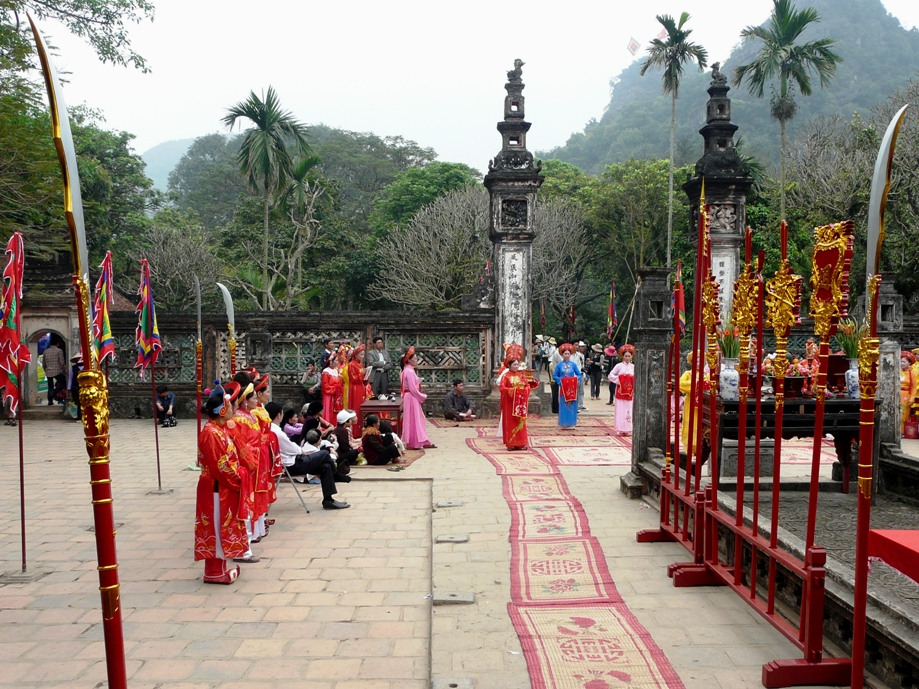
Festival anual dos Reis Đinh e Lê kings
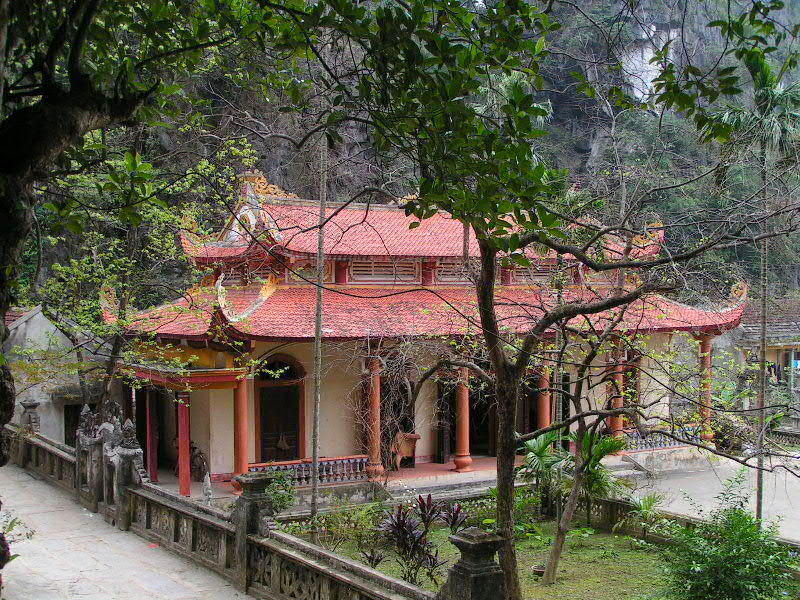
Pagode Hạ, no Rio Ngô Đồng
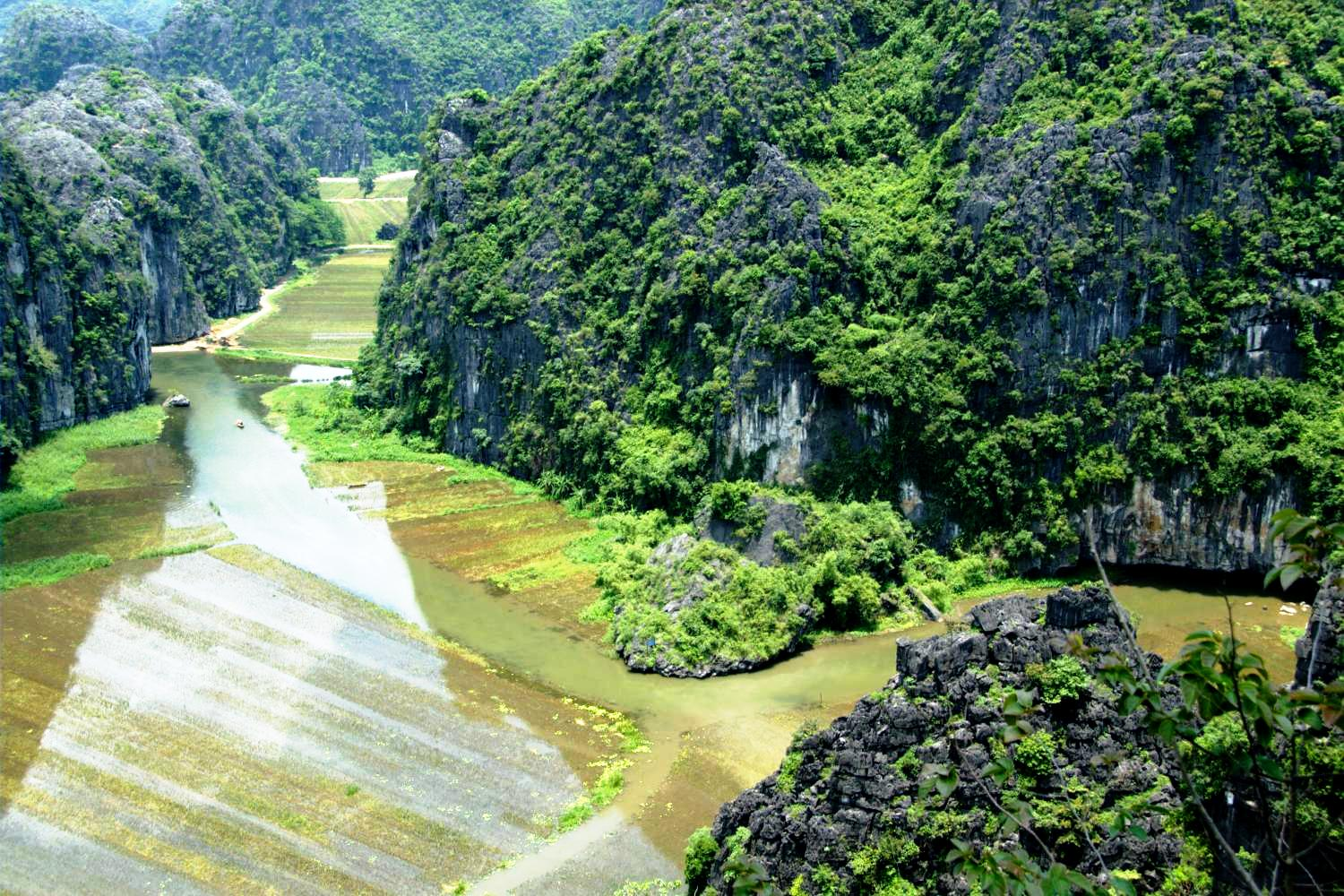
Rio Ngô Đồng
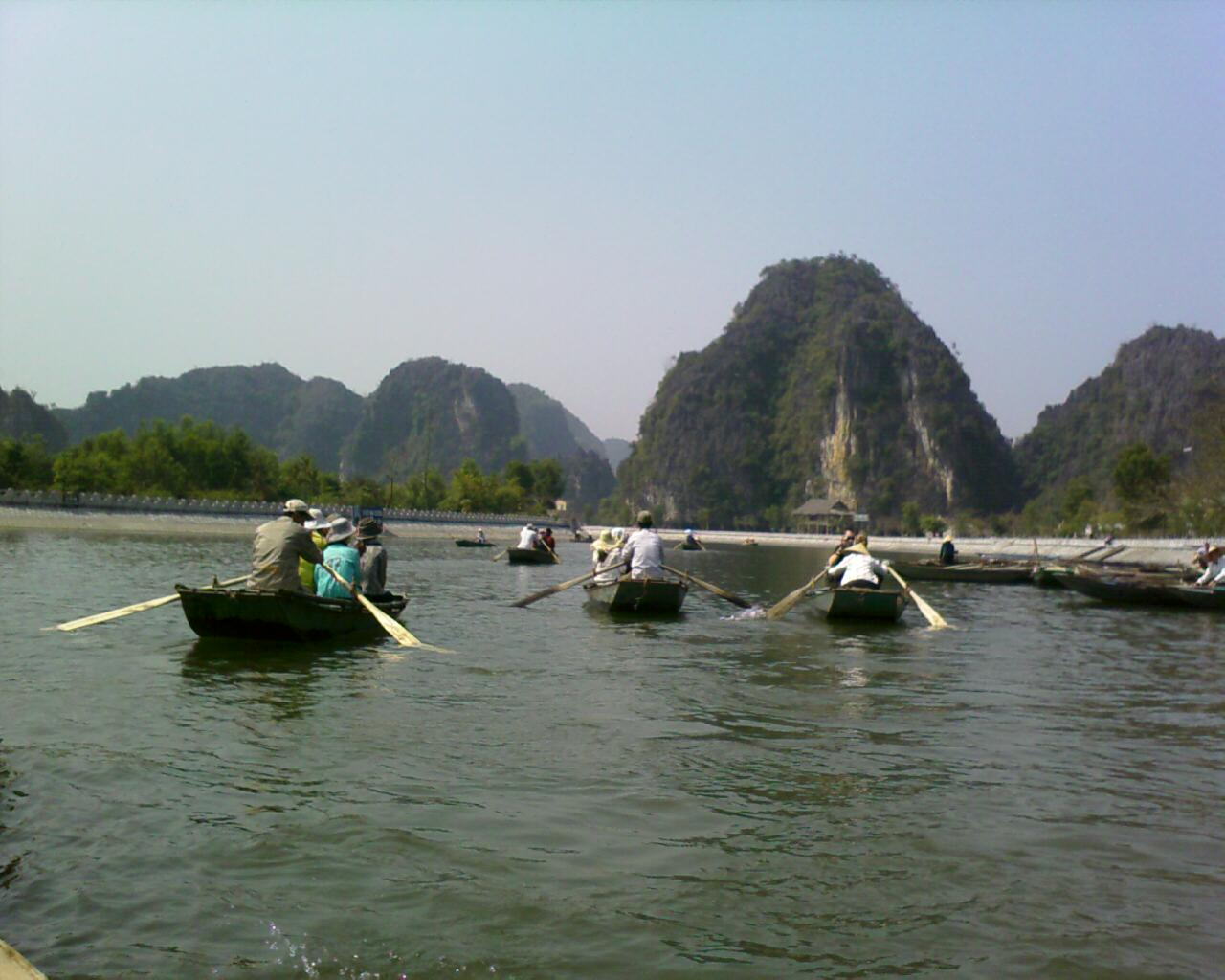
Tam Cốc em Hoa Lu
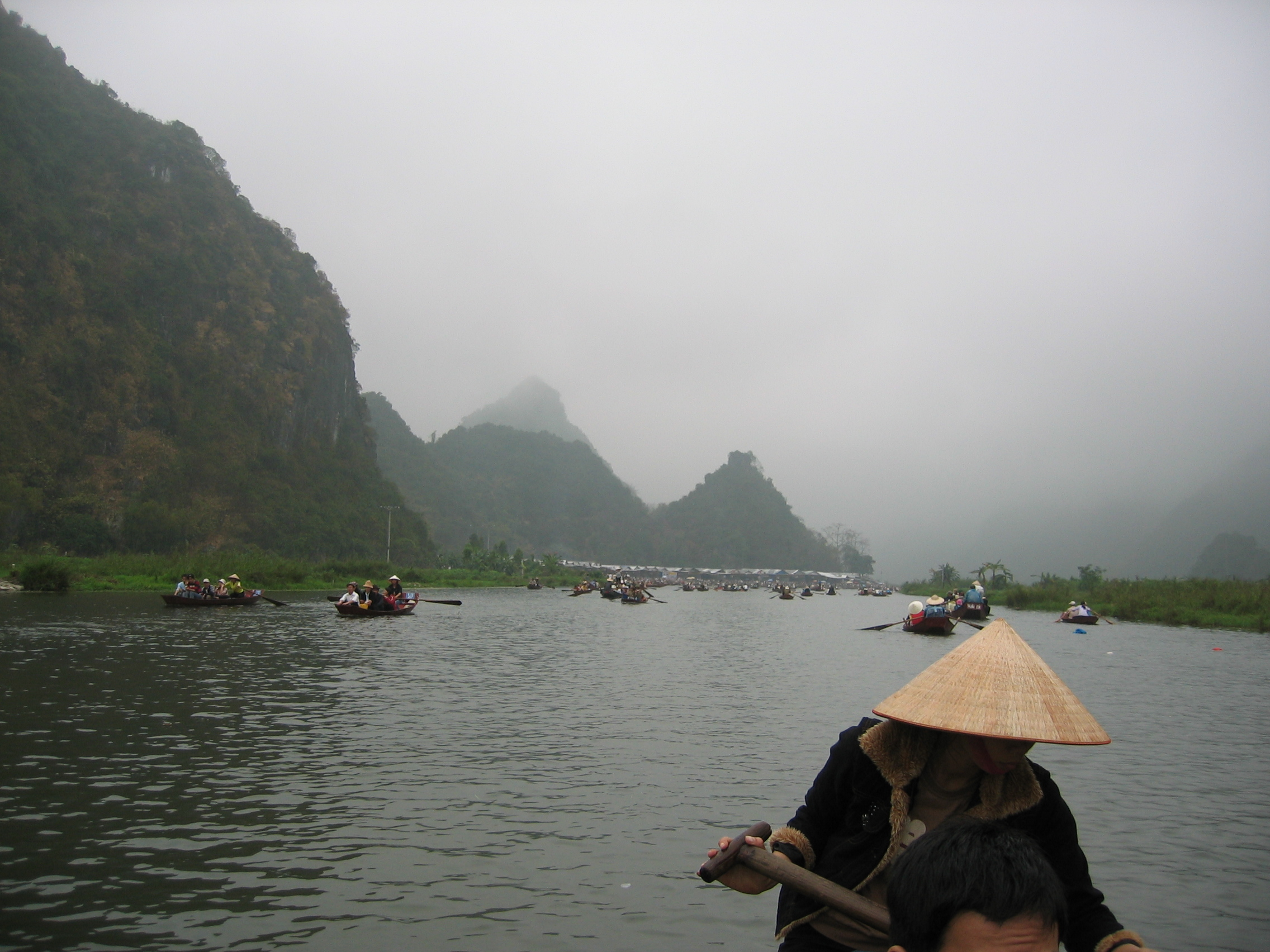
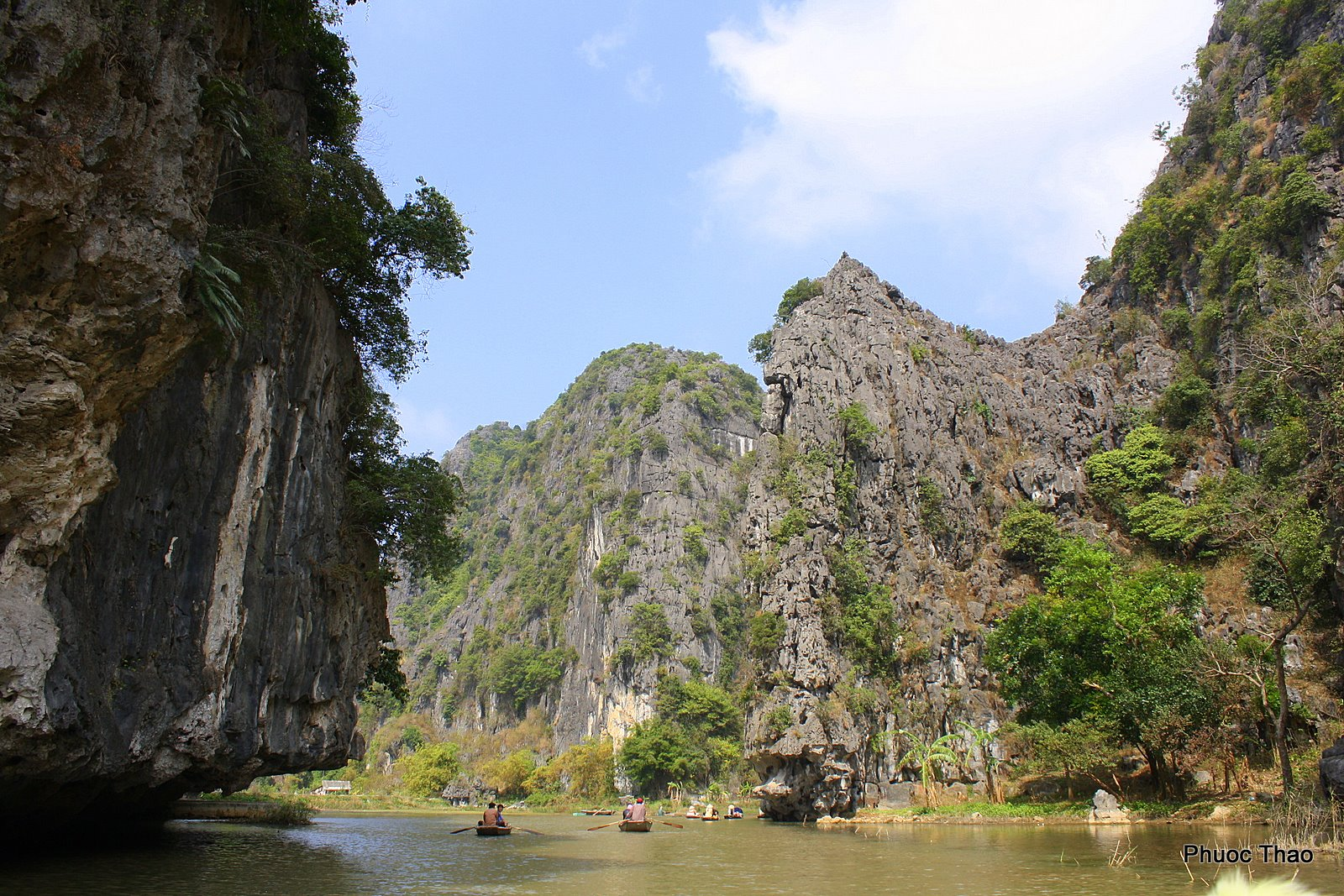
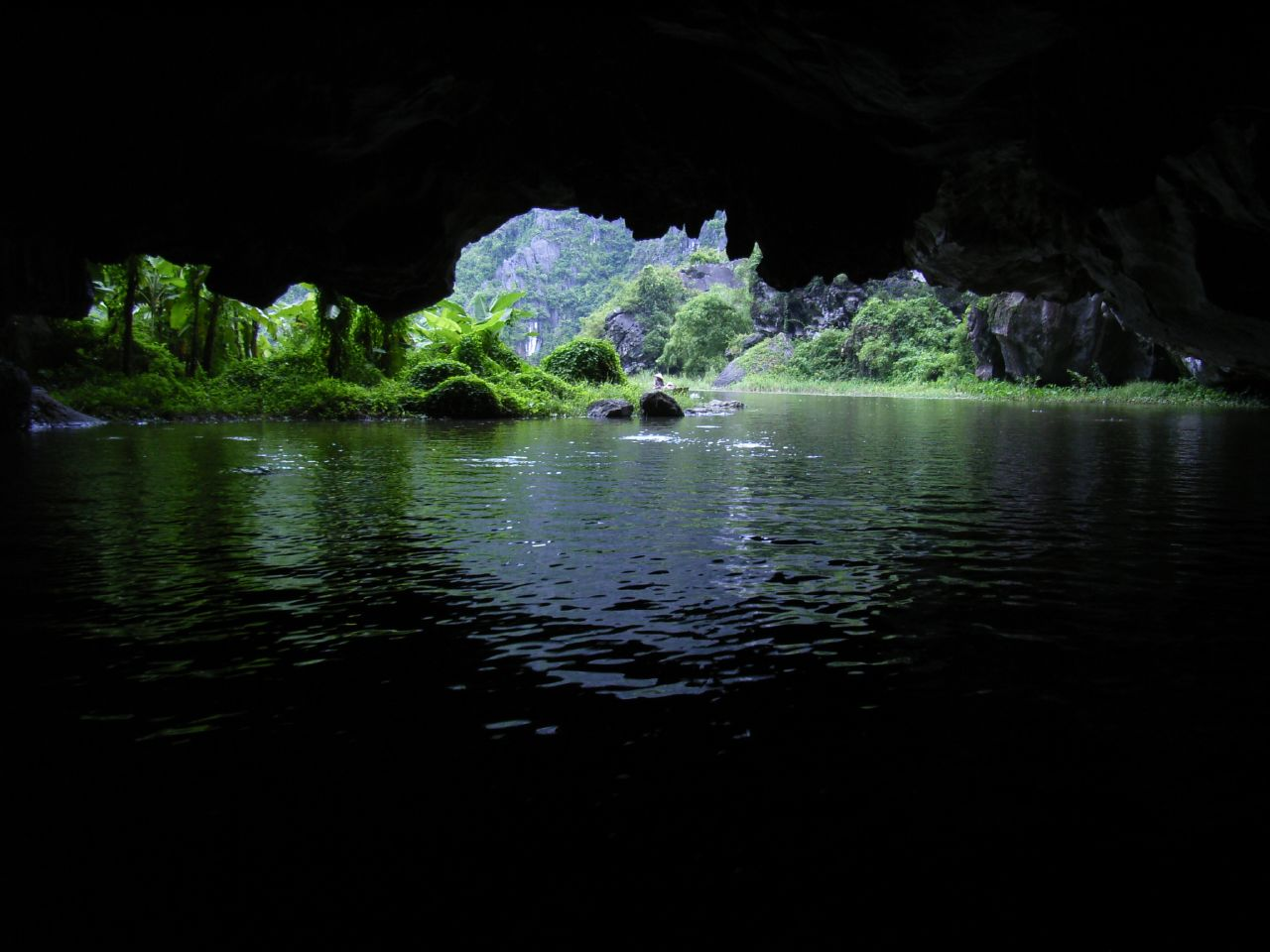

## UNESCO
O Complexo de Paisagens Tràng An foi incluído na lista de patrimônio Mundial da UNESCO por "revelar traços arqueológicos da atividade humana por um perídio contínuo de mais de 30.000 anos. As cavernas ilustram a ocupação das montanhas por caçadores sazonais e como eles se adaptavam às mudanças climáticas e ambientais, especialmente com as repetidas inundações pelo mar após a última era do gelo"